# 이정희 (비행사)
이정희(李貞喜, 1910년 1월 26일 ~ ?)는 일제강점기의 비행사이며, 대한민국의 전투기 조종사이다. 권기옥에 이어 두 번째 여성 비행사이다.
그는 권기옥, 박경원, 김경오 등과 아울러 대한민국 여성 비행사 1세대 가운데 한 사람이라 일컬어진다.

## 이력
중화민국 국민군 제1비행대 소속의 권기옥과 박경원에 이어 세 번째로 비행사 자격증을 소지한 이정희가 1949년 1월 10일 입대와 동시에 중위로 임관해 공군 최초의 여군이 되었다.
숙명여학교를 졸업하고 일본으로 유학, 비행기술을 배우고 1931년에 귀국했다. 1946년 5월 24일 최용덕, 이영무 등 남성 비행사를 비롯하여 권기옥, 이정희 등 200여 명의 항공계 인사들은 한국항공건설협회를 만들었다. 이정희는 나중에 최승희의 영향을 받아 한때 무용가로 진로를 바꾸어 무용 연구소를 열기도 했다. 1949년 공군 중위로 임관되고, 그해 대위로 진급했으나, 한국 전쟁 중 피랍되었다.

## 학력
- 경성 진명여자고등보통학교 전퇴 (1946년 5월 31일 서울진명여자고등학교 명예 졸업장 수여)
- 경성 배화여자고등보통학교 전퇴 (1946년 6월 15일 서울배화여자중·고등학교 명예 졸업장 수여)
- 경성 숙명여자고등보통학교 졸업 (1946년 8월 21일 서울숙명여자중학교 명예 졸업장 수여)

## 생애

### 젊은 시절
이정희는 1910년 1월 26일생으로 숙명여학교를 다니다 비행사가 되기 위해 일본으로 건너갔다. 한성 종로방 누상동 75번지에서 출생하였고 한때 경상북도 경주와 경기도 제물포에서 각각 잠시 유년기를 보낸 적이 있는 그는 아버지가 이순규(李洵珪)였고, 위로 오빠가 두 명 있었는데, 이용구(李龍求)와 토월회 소속 배우였던 이소연(李素然)이 그의 오빠였다. 처음에는 진명여학교 초등과에 들어가 가정 사정으로 인하여 중도에 그만두었고, 그로 인하여 일 년을 놀다가 다시 배화여학교에 들어갔으나 이내 숙명여학교로 옮겨가는 과정을 거쳤다. 여기저기로 떠돈 것은 모두가 집안의 살림살이가 빈한했던 탓이었다.
숙명여학교 보통과 4학년 때에는 가정교사 생활로 근근히 월사금을 감당했다고 적혀 있다. 열다섯의 나이에 겨우 보통과를 졸업했고, 곧이어 숙명여학교 고등과에 진학하였으나 학비를 감당하기가 벅찼는지 2학년 과정을 마치고 끝내 학업을 포기하고 말았다. 그 대신 '내선자동차주식회사'의 사무원으로 취직했다. 그 뒤 다치카와의 일본비행학교를 거쳐 1927년 11월에 삼등비행사의 자격을 취득하였다.
그녀는 12세 무렵부터 비행사를 꿈꾸었다. 그녀는 "남자가 손이 둘이면 여자도 마찬가지로 둘인 이상 여자라고 안 될 리가 없다."고 하여 화제가 되기도 했다.

### 비행사
하라 후쿠히라(御原福平)가 이끄는 일본 나고야 비행학교의 모험비행단이 조선을 찾아왔던 것이다. 그때가 1926년 7월이었다. 이 소식을 전해들은 이정희는 다짜고짜로 미하라 교장을 찾아가서 자신의 열망을 간청하였고, 마침내 비행기에 올라도 좋다는 허락을 받아낼 수 있었다.
그 일이 계기가 되어 용산연병장에서 벌어졌던 모험비행은 물론이고 남선지방의 순회비행 때에도 계속하여 비행단에 동행하는 기회가 그에게 주어졌다. 실제로 이정희의 존재가 세상에 널리 알려진 것도 바로 그 일이었다. 그것이 나름의 행운이기는 한데, 알고 보면 굉장히 위험스런 행운이었다. <동아일보> 1926년 9월 24일자에 '숙명출신의 신비행가, 이정희양의 모험'이라는 제목으로 소개된 내용은 바로 그의 이름이 등장하는 최초의 신문기사였다. 그제껏 아무런 비행교육을 받은 적도 없고, 단지 비행기에 동승했을 뿐이었던 그에게 과연 비행사라는 명칭이 합당했던 것인지는 알 도리가 없다.
더구나 그러한 그에게 날아가는 비행기의 날개 위에 올라서는 묘기를 부리도록 했던 미하라 교장의 호의는 정녕 호의가 아니라 차라리 만행에 가까웠다는 생각이 절로 든다. 실제로 모험비행대회가 끝난 뒤 일본으로 따라가려는 이정희를 짐짓 '수일 내로 전보를 칠 터이니 그 전보를 받고 곧 오라'를 말로 떼어놓고 훌쩍 떠나버렸다. 그 후 그러한 전보는 결코 오지 않았다. 애당초 그네들의 눈에는 비행기를 향한 이정희의 열정이 그저 제 정신이 아닌 무모한 조선처녀의 그것으로 비쳐졌을 것이 뻔했다. 결국 오지도 않을 전보를 기다리면서 이정희는 또 한번의 좌절과 더불어 가난이 주는 고통을 그렇게 맛봐야만 했다.

### 일본 유학
1926년 박경원보다 1년 늦게 다치가와 비행학교에 입학했다. 그해 11월이 되자 이번에는 정말로 의미 있는 기회가 찾아왔다. 진짜 후원자가 나타났던 것이다. 충청남도 천안 출신의 비행사 서웅성(徐雄成)이 그 주인공이었다. 일본비행학교에서 비행술을 연마하던 그가 잠시 귀국하던 차에 이정희의 딱한 처지를 전해듣고 그의 후원자 되기를 자청했던 것이다. 둘 사이에는 이기연 비행사가 매개가 된 것으로 전해진다. 그 역시 아주 넉넉한 형편은 아니었으나 비행기를 사려고 모아둔 돈으로 이정희의 학비를 대겠다는 뜻밖의 제의가 있었다. 그리고 일본비행학교에 동행하기를 권했는데, 혹여 청춘남녀의 일이라 공연히 세상의 오해를 살 여지가 있다하여 둘이서 양가의 허락 하에 의남매를 맺었던 것으로 알려진다.
이리하여 기대치 않았던 서웅성의 호의와 배려로 이정희는 일본으로 건너가 카미타에 있던 일본비행학교 정과에 입학하였는데, 그때가 1926년 11월 19일이었다. 이듬해 1월에는 이 과정을 마치고 다시 다치카와에 있는 조종과로 옮겨 수련을 계속한 결과 일본에 건너온 지 딱 일 년이 지난 시점에서 삼등비행사의 자격을 취득할 수 있었다. 박경원이 삼등비행사의 자격을 딴 것과는 대략 10개월가량 늦었다. 마침내 이정희가 삼등비행사의 자격을 취득했다는 소식이 전해지자 그제야 후원회를 조직한다는 움직임이 있었고, 실제로 1928년 3월에는 후원음악회까지 열렸던 것으로 확인된다.
이 같은 도움이 어느 정도의 보탬이 되었는지는 모르겠지만, 이제는 이등비행사가 목표였다. 더 많은 돈이 필요했고 또한 궁핍한 그로서는 여전히 그것을 감당할 처지가 되지 못했다는 것이 고민거리였다. 그러한 형편 때문인지 1929년 7월에 가서야 이정희는 다시 이등비행사의 시험에 겨우 응시할 수 있었다. 일본 비행학교에 조선인 여성 비행사가 전무했던 시절이라 두 사람은 자연스레 가까워지게 됐다. 당시 2등비행사 자격증을 가지고 있던 박경원이 이정희에게 직접 조종지도를 해주기도 했다. 이정희는 무용에도 관심이 많았다고 한다. 당시 유명했던 무용가 최승희가 이정희의 동기동창이었다.

### 무용수 생활
그 뒤 엉뚱한 듯이 보이는 기사 하나가 <매일신보>에 등장했다. 그토록 갈망하던 이등비행사의 시험에 합격한 이정희가 이번에는 난데없이 무용가로 변신한다는 소식이었다. <매일신보> 1929년 7월 18일자에는 그 내막을 이렇게 전하고 있다.
"경성이 낳은 여류비행가로서 다치카와비행장에서 업을 닦은 지 만 3개년, 청공을 동경하고 일도 사계에 정진하던 이정희양은 이번 7월 5일의 2등비행사 시험에 훌륭히 합격되었다. 그러나 현재 아국 제도로서는 그 기술에 있어서 아무리 우수할지라도 여자는 이등비행사 이상이 될 수 없다. 이에 비애를 느낀 이양은 드디어 다년의 지망을 다른 방면으로 전환하여 새로운 생활의 길을 밟기로 되었다. 그리하여 신흥예술로 전도의 광채가 찬란한 무용가가 되고저 석정막, 소랑(小浪)을 중심으로 한 석정막무용연구소에 꽃다운 일생을 바치게 되었다."
여기에 나오는 석정막(石井漠) 즉 이시이 바쿠는 유명한 무용가 최승희(崔承喜)의 스승이었다. 그리고 물론 최승희 역시 이 무용연구소 소속이었다. 하늘을 날던 비행사가, 그것도 이등비행사의 자격을 막 취득한 직후에 무용가로 입문한다는 것이 선뜻 이해하기 어려운 일이지만, 나름의 재능이 없지는 않았던지 불과 두 달만에 성공적으로 첫무대에 데뷔했다는 소식이 전해졌다. 그러나 무용가로서 새로운 인생진로의 돌파구를 열어보겠다는 이정희의 시도가 그리 오래 지속되지는 못하였다. 무엇보다도 그의 '패트론'이었던 최씨와의 충돌이 말썽이었던 모양이었다. 여기에서 '최씨'라고 하였으니 명시적이지는 않지만, 최승희 혹은 그의 오빠인 최승일과 모종의 마찰이 있었던 것으로 추정된다.

### 택시 운전사 시절
1931년 1월부터 택시 운전사로 돈을 모아 1932년 중국 상하이로 건너갔으나 아버지의 위독 소식을 듣고 귀국했다. 그러나 남자 친구와의 실연으로 충격을 받아 한때 자살기도를 하기도 했다. 이정희의 음독자살 소동이 벌어진 며칠 뒤 이번에는 정말로 '단짝인' 여자비행사 박경원의 추락사 소식이 들려왔다. 이후 한동안 실의에 빠져서 외부와 두문불출하였다.
1931년 3월부터 종로에 있던 아세아자동차부(亞細亞自動車部)에 나가 택시를 몰며 유학비용을 조달한다. 그의 주체할 수 없는 열망은 그것에 멈추질 않았고, 그의 생각은 미국으로 건너가 비행수업을 계속하겠다는 데에 미치고 있었다. 이윽고 영어공부를 핑계삼아 중국 상해로 건너간 것이 1932년 10월이었다. 그는 그곳에서 도미준비를 하면서 자동차운전도 계속하였다는데, 그곳에서도 어김없이 의외의 일이 벌어지고 있었다. 이번에는 그 자신의 로맨스가 문제였다.
미국 진출을 위해 건너간 상해 땅에서 그는 독일인 부인을 얻어 살고 있던 의학박사 이성영(李成榮, 가명)을 우연히 만났고, 사랑을 속삭이게 되었다는 것이다. 결국 두 사람은 부부 되기를 약속하고 이 박사는 독일 부인과 이혼까지 하였는데, 1933년 6월 무렵 이정희의 아버지가 위독하다는 전보를 받고 귀국을 한 뒤로는 이 박사가 변심하여 둘의 관계가 파탄에 이르게 되었다고 알려진다. 그것이 상당한 충격이 되었는지 이정희는 마침내 극단의 선택을 하는 일이 벌어지고 말았다. <매일신보> 1933년 8월 6일자에는 '변화 많은 생애의 주인, 이정희양 음독빈사, 비행가요 무용가요 운전수, 그는 어찌하여 독약을 마시게 되었나, 실연설, 사업실패설'이라는 제목의 급보가 실렸다.

### 생애 후반
여기에 수록된 내용에 따르면 그가 쓰러진 것은 '레미놀'이라는 마취제를 다량으로 복용한 탓이라 하였다. 그는 비행기 공부에 실패하면 죽겠다고 하여 항상 약을 품고 있었다고도 하는데, 약을 먹은 직접적인 이유가 실연에 따른 것인지는 단언할 수 없지만 짐작컨대 거기에는 분명 물질적 여유가 없어 비행기 공부를 제대로 할 수 없는 자기의 신세 한탄이 짙게 깔려 있었던 것이 아닌가도 싶다. 한때 사망설이 돌기도 했으나 기적적으로 생명을 건졌다. 이후 그는 그 뒤 해방때까지 두문불출하고 외부와 연락을 끊었다.
1946년 5월 24일 항공건설협회의 창립에 발기인의 한사람으로 참여하고 이후 항공건설협회의 회원으로 활동했다.
1949년 10월 1일 대한민국 공군 입대, 중위로 임관해 대한민국 공군 최초의 여군이 되었다. 그 뒤 1950년 1월 10일 예비역으로 편입되고 두 달 후인 1950년 3월 10일 다시 현역으로 편입되어 1950년 3월 23일 공군 대위로 진급하였지만 한국 전쟁 중 피랍되었다.

## 대중문화
- 한지민 - 2005년 영화 《청연》